# Ла-Прайор (Техас)
Ла-Прайор (англ. La Pryor) — переписна місцевість (CDP) в США, в окрузі Завала штату Техас. Населення — 1294 особи (2020).

## Географія
Ла-Прайор розташована за координатами 28°56′57″ пн. ш. 99°50′53″ зх. д. / 28.94917° пн. ш. 99.84806° зх. д. (28.949057, -99.847918).  За даними Бюро перепису населення США в 2010 році переписна місцевість мала площу 6,92 км², з яких 6,91 км² — суходіл та 0,00 км² — водойми.

## Демографія
Згідно з переписом 2010 року, у переписній місцевості мешкали 1643 особи в 508 домогосподарствах у складі 395 родин. Густота населення становила 237 осіб/км².  Було 617 помешкань (89/км²).
Расовий склад населення:
| - 85,8 % — білих - 1,3 % — чорних або афроамериканців - 0,6 % — корінних американців - 0,5 % — вихідців з тихоокеанських островів - 9,7 % — осіб інших рас |

До двох чи більше рас належало 2,0 %. Частка іспаномовних становила 90,5 % від усіх жителів.
За віковим діапазоном населення розподілялося таким чином: 34,1 % — особи молодші 18 років, 55,3 % — особи у віці 18—64 років, 10,6 % — особи у віці 65 років та старші. Медіана віку мешканця становила 30,1 року. На 100 осіб жіночої статі у переписній місцевості припадало 91,5 чоловіків;  на 100 жінок у віці від 18 років та старших — 85,8 чоловіків також старших 18 років.
Середній дохід на одне домашнє господарство  становив 43 218 доларів США (медіана — 26 774), а середній дохід на одну сім'ю — 49 989 доларів (медіана — 34 038). Медіана доходів становила 37 230 доларів для чоловіків та 28 359 доларів для жінок. За межею бідності перебувало 30,9 % осіб, у тому числі 34,7 % дітей у віці до 18 років та 47,2 % осіб у віці 65 років та старших.
Цивільне працевлаштоване населення становило 493 особи. Основні галузі зайнятості: освіта, охорона здоров'я та соціальна допомога — 41,2 %, сільське господарство, лісництво, риболовля — 21,3 %, будівництво — 13,0 %, мистецтво, розваги та відпочинок — 7,1 %.